# Alain Cuny
René Xavier Marie Alain Cuny, född 12 juli 1908 i Saint-Malo, Bretagne, död 6 juli 1994 i Paris, var en fransk skådespelare.

## Roller i urval
- 1942 – Nattens gäster
- 1952 – Mina De Vanghel
- 1956 – Ringaren i Notre Dame
- 1958 – De älskande
- 1960 – Det ljuva livet
- 1969 – Fellini Satyricon
- 1970 – Ingen mans land
- 1972 – Audiensen
- 1974 – Emmanuelle
- 1976 – Utsökta lik
- 1979 – Kristus stannade i Eboli
- 1987 – Krönika om ett förebådat dödsfall
- 1988 – Camille Claudel